# 明日への環境賞
明日への環境賞（あすへのかんきょうしょう）は、朝日新聞社が創刊120周年に当たる1999年（平成11年）、創設した環境保全に関する賞。

新たな21世紀に向かい、地球温暖化防止から資源の再利用まで幅広い分野を対象とし、先見性・モデル性・継続性の視点から、環境保全に貢献する多様な試みや実践活動を以下の三部門において顕彰する。
- 「環境保全に貢献する実践活動」：NGOや自治体、企業などの活動。著作や映像など
- 「農業特別賞」：環境に配慮しつつ実績をあげている優れた農業生産活動
- 「森林文化特別賞」：顕著な実績をあげている森林保全・緑化などの活動

なお、朝日新聞社には従来「朝日農業賞」「朝日森林文化賞」が併設され、それぞれ第二次大戦後の農・林業の発展に寄与してきたが、さらに「地球にやさしい」時代への変化の趨勢を受け、より環境に配慮した実績を求めたうえで、本賞「農業特別賞」「森林文化特別賞」のそれぞれの部門にその精神を引き継いだ。
その後、10年の歴史（延べ43団体と1個人が受賞）を重ねてきたが、2009年4月の第10回表彰をもって一区切りとし、休止となった。